# The Comedians (romance)
The Comedians é um romance de Graham Greene.

## Sinopse
O romance tem como pano de fundo o Haiti de Papa Doc, alcunha de François Duvalier, ditador daquele país entre 1957 e 1971.
Narra a história de Brown, proprietário de um hotel em Porto Príncipe - o Trianon - e seu relacionamento com a senhora Pineda, mulher de um diplomata.
Participam da história, ainda, um casal dos Estados Unidos - senhor e senhora Smith - ativistas da causa vegetariana, e Jones, um golpista inglês.